# Bayas (Fluss)

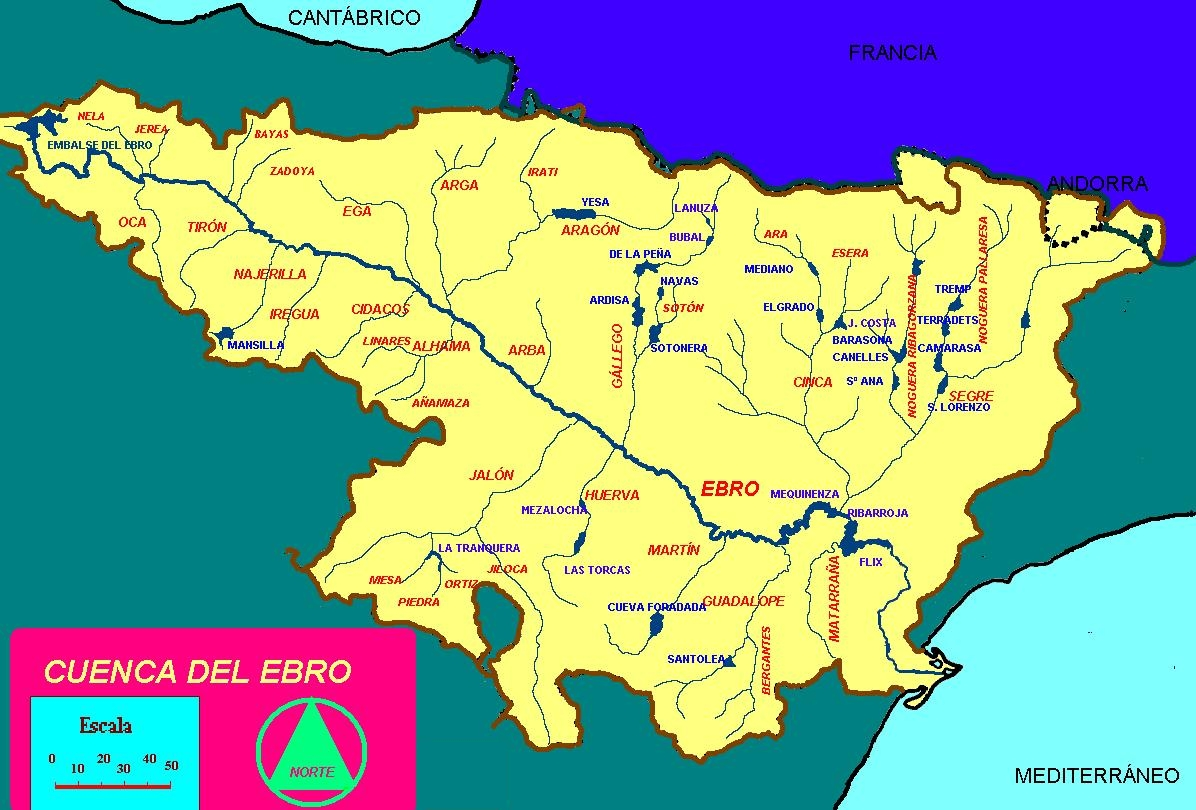
Einzugsgebiet (cuenca) des Ebro

Der Río Bayas (auch Río Baias geschrieben; baskisch: Baia) ist ein Nebenfluss des Ebro in der nordspanischen Provinz Álava in der Autonomen Region Baskenland. Er ist der größte Fluss in der Provinz Álava.

## Geographie
Der Río Bayas entspringt am Südhang des Monte Gorbea, der mit 1482 Metern höchsten Erhebung der Provinz Álava. Er durchfließt die Verbandsgemeinden (municipios) von Cuartango, Ribera Alta und Lantarón in nord-südlicher Richtung und mündet südlich der Stadt Miranda de Ebro (Provinz Burgos) in den Ebro.

## Zuflüsse
Der Río Bayas hat außer einigen Bächen keine größeren Zuflüsse. 

## Orte
- Usutegieta
- Zuazo de Cuartango
- Pobes
- Hereña
- Miranda de Ebro

## Sehenswürdigkeiten
An den Ufern des Río Bayas gibt es – außer einem Menhir bei Zastegi – nur landschaftliche Sehenswürdigkeiten. Das Gebiet eignet sich gut zum Wandern; bei schönem Wetter ist auch ein Aufstieg zum Gipfel des Monte Gorbea möglich; der Berg ist überdies von einem Naturpark (Parque natural de Gorbea) umgeben.